# Politikåret 2018

## Händelser
- 5 mars - Högerpopulistiska[1] Alternativ för Sverige lanseras som ett nytt parti med Gustav Kasselstrand som partiledare.[2]
- 25 september - Statsminister Stefan Löfven röstas ned i riksdagen och entledigas av talmannen. Stefan Löfven förordnas att leda en övergångsregering till dess en ny regering är på plats.[3]

## Val och folkomröstningar
- 9 september – Riksdagsval, landstingsval och kommunval i Sverige.

## Avlidna
- 4 januari – Brendan Byrne, 93, amerikansk demokratisk politiker. New Jerseys guvernör 1974–1982.[4]
- 16 maj – Gunnar Grenfors, 84, svensk kammarsekreterare och riksdagsdirektör 1988–1998.[5]
- 28 maj – Ola Ullsten, 86, svensk folkpartistisk politiker, partiledare 1978–1983, statsminister 1978–1979 och utrikesminister 1979–1982.[6]
- 3 juni – Jan Axelsson, 79, svensk miljöpartistisk politiker, språkrör 1990–1992.[7]
- 8 juni – Per Ahlmark, 79, svensk folkpartistisk politiker, partiledare 1975–1978, statsråd 1976–1978 och författare.[8]
- 13 juli – Thorvald Stoltenberg, 87, norsk diplomat och politiker.[9]
- 7 september – Ingemar Mundebo, 87, svensk folkpartistisk politiker, budgetminister 1976–1980 och ekonomiminister 1978–1979.[10]

### Fotnoter
1. ↑  ”Avhoppen till Alternativ för Sverige”. Svenska Dagbladet. ISSN 1101-2412. https://www.svd.se/om/avhoppen-till-alternativ-for-sverige. Läst 21 augusti 2019.
2. ↑  ”Tidigare SD-toppen Kasselstrand utmanar Åkesson - med nytt parti”. www.expressen.se. https://www.expressen.se/nyheter/tidigare-sd-toppen-utmanar-akesson-med-nytt-parti/. Läst 21 augusti 2019.
3. ↑  riksdagen.se
4. ↑  ”Former New Jersey governor Brendan Byrne dies” (på engelska). USA Today. 4 januari 2018. https://www.usatoday.com/story/news/nation-now/2018/01/04/former-new-jersey-governor-brendan-byrne-dies/1006122001/. Läst 5 januari 2018.
5. ↑  Dödsannons i Svenska Dagbladet, 26 maj 2018, sid.49
6. ↑  Ola Ullsten är död
7. ↑  Tidigare MP-språkröret Jan Axelsson död
8. ↑  ”Per Ahlmark är död – tidigare FP-ledaren blev 79 - DN.SE” (på svenska). DN.SE. 8 juni 2018. https://www.dn.se/nyheter/sverige/per-ahlmark-ar-dod-tidigare-fp-ledaren-blev-79/. Läst 8 juni 2018.
9. ↑  Norske politikern Thorvald Stoltenberg död, SVT Nyheter 13 juli 2018
10. ↑  ”Dödsannons”. Eskilstuna-Kuriren. 15 september 2018. Arkiverad från originalet den 4 september 2018. https://web.archive.org/web/20180904220938/https://ekuriren.familj.se/#!/minnas/8789707/ingemar-mundebo. Läst 15 september 2018.